# Chomynci (obwód chmielnicki)
Chomynci (ukr. Хоминці) – wieś na Ukrainie, w obwodzie chmielnickim, w rejonie chmielnickim, w hromadzie Hwardijśke. W 2001 liczyła 194 mieszkańców, spośród których 192 wskazało jako ojczysty język ukraiński, a 2 rosyjski.